# 4183 Cuno
A 4183 Cuno (ideiglenes jelöléssel 1959 LM) egy földközeli kisbolygó. Cuno Hoffmeister fedezte fel 1959. június 5-én.